# Bacia do Cercadinho
A Bacia do Cercadinho localiza-se na região oeste de Belo Horizonte e abastece o ribeirão Arrudas. A Bacia do Cercadinho se compõe de dois córregos principais: o córrego Cercadinho e o córrego Ponte Queimada, além de outras nascentes da região. Apesar de os córregos Cercadinho e Ponte Queimada serem atualmente poluídos, suas nascentes ainda são preservadas.
A bacia drena uma área de aproximadamente 12,6 quilômetros quadrados, nos bairro Buritis, Estoril, Estrela Dalva, Palmeiras, Havaí e parte dos bairros Belvedere e Olhos d'Água. Em 1990, uma área de proteção ambiental foi criada por decreto estadual para proteção da bacia do Cercadinho, devido à importância do manancial onde a Companhia de Saneamento de Minas Gerais realiza captação de água para tratamento e abastecimento de água na Região Metropolitana de Belo Horizonte.